# Ordine di San Giovanni del baliaggio dei Paesi Bassi
L'Ordine di San Giovanni nei Paesi Bassi è conosciuto con il nome di "Johanniter Orde in Nederland", ed ufficialmente è noto come Baliaggio dei Paesi Bassi dell'ordine dei cavalieri ospitalieri di San Giovanni di Gerusalemme, un ramo protestante dei Cavalieri ospitalieri.
Esso appartiene, con gli altri rami dell'Ordine di San Giovanni oggi esistenti, all'Alleanza degli ordini di San Giovanni di Gerusalemme.

## Storia
Nel 1382, l'Ordine di San Giovanni venne per la prima volta accolto in Olanda, medesimo anno in cui nella Germania settentrionale venne fondato il Baliaggio del Brandeburgo. L'organizzazione, come in molte altre parti del mondo in cui era diffusa, raccolse ben presto molti nobili olandesi che rimasero affiliati anche dopo il 1550 quando l'ordine divenne effettivamente protestante. Il governatore di questo ramo autonomo fu chiamato Herrenmeister e tra questi governatori ci fu un secolo dopo Giovanni Maurizio di Nassau-Siegen, imparentato coi governanti di Olanda e Frisia, che divenne ufficialmente il primo maestro del nuovo ordine a vivere nei Paesi Bassi.
L'Ordine rimase istituito sino alla venuta di Napoleone che nel 1810 ne decretò la soppressione in quanto la sua vena aristocratica contravveniva ai principi della rivoluzione francese. Il re di Prussia, inoltre, quale capo del Baliaggio di Brandeburgo, il 23 maggio 1812 decise di sopprimere definitivamente ogni ordine legato a San Giovanni anche nel proprio paese e tale la situazione rimase sino al 1852 quando in Prussia l'ordine venne restaurato, ma non nei Paesi Bassi.
La rinascita dell'Ordine in Prussia, portò molti nobili olandesi ad aderire a quell'Ordine dal momento che in patria continuava a non esserne istituito uno. Fu la regina Guglielmina nel 1901 che, assieme al marito Enrico di Meclemburgo-Schwerin (già cavaliere del Baliaggio del Brandeburgo), a sposare l'idea di istituire una commenda nei Paesi Bassi. Con regio decreto del 30 aprile 1909, in onore della nascita della principessa Giuliana, venne istituito l'Ordine di San Giovanni del Baliaggio dei Paesi Bassi.
La carica di Gran Maestro è tradizionalmente affidata al sovrano (se uomo) o al principe consorte (se il sovrano è donna) dei Paesi Bassi. Di seguito l'elenco dei Gran Maestri:
1. S.A.R. Principe Enrico, Principe Consorte dei Paesi Bassi (1909-1934)
vacante (1934-1948) - ricoperto ad interim 
2. S.A.R. Principe Bernardo, Principe Consorte dei Paesi Bassi (1948-1980)
3. S.A.R. Principe Claus, Principe Consorte dei Paesi Bassi (1980-2002)
vacante (2002-2013) - ricoperto ad interim
4. S.M. Re Guglielmo Alessandro, Re dei Paesi Bassi (2013-attuale)

## Le insegne
- La medaglia dell'Ordine riprende la decorazione dell'Ordine di Malta e si presenta appunto come una croce maltese smaltata di bianco avente all'incavo delle sue braccia dei leoni d'oro tenenti una spada (a riprendere lo stemma dei Paesi Bassi).
- Il nastro è completamente nero.